# Bruxelles
Bruxelles är en sång på franska av den belgiske sångaren Jacques Brel, som gavs ut 1962 på albumet Les Bourgeois. Texten skildrar Bryssel under 1900-talets början, och Brel nämner i texten sina farföräldrar. Han nämner även en lång rad platser. Däribland Place Saint-Justine, som dock inte existerar i verkligheten. Dessutom konstaterar han att han tar bussen från Place de Brouckère, men fram till Första världskriget gick hästdrivna spårvagnar förbi där. Han tar också bussen förbi Place Saint-Catherine, men där gick det istället båtar.
I sången förekommer verket Bruxeler, som är en neologism som ungefär innebär att "brysselera".